# Neues Serail (Tel Aviv-Jaffa)
Das Neue Serail (arabisch السراي الجديدة, DMG al-Sarāy al-Ǧadīda; הַסָּרָאיָה הַחֲדָשָׁה haSarājah haChadaschah) ist ein ehemaliges Serail in Tel Aviv-Jaffa, Bezirk Tel Aviv, Israel. Der Kaymakam von Jaffa ließ sich 1896/1897 in Vorbereitung auf den anstehenden Besuch Kaiser Wilhelms II. in der Stadt ein neues Regierungsgebäude errichten. Der Baumeister Baruch Papiermeister, ein Schüler der Berliner Bauakademie, schuf einen Bau mit Säulenfront in ionischer Kolossalordnung.
Seit dem Erdbeben von Jericho 1927 in seiner Stabilität erschüttert wurde der Bau notdürftig repariert, wegen Einsturzgefahr neun Jahre später gesperrt und nach erneuter Sanierung bezogen verschiedene Nutzer den Bau. Zwei Mitstreiter der jüdischen Kampfgruppe LeChI sprengten den Bau 1948 auf den Verdacht hin,:38 eine arabische Kampfgruppe habe von dort aus Anschläge geplant. Die Ruine wurde Mitte der 2000er Jahre renoviert und ihre Säulenfront bis 2008 wiederhergestellt.

## Lage
Das Neue Serail entstand am Rand der Altstadt, auf neu erschlossenem Terrain, das frei wurde, nachdem die Mauern Jaffas geschleift worden waren. Auf der gewonnenen Fläche wurde ein Platz angelegt, die Kikkar haSchaʿon (hebräisch כִּכָּר הַשָּׁעוֹן Platz des Uhrturms, Plene: כיכר השעון).

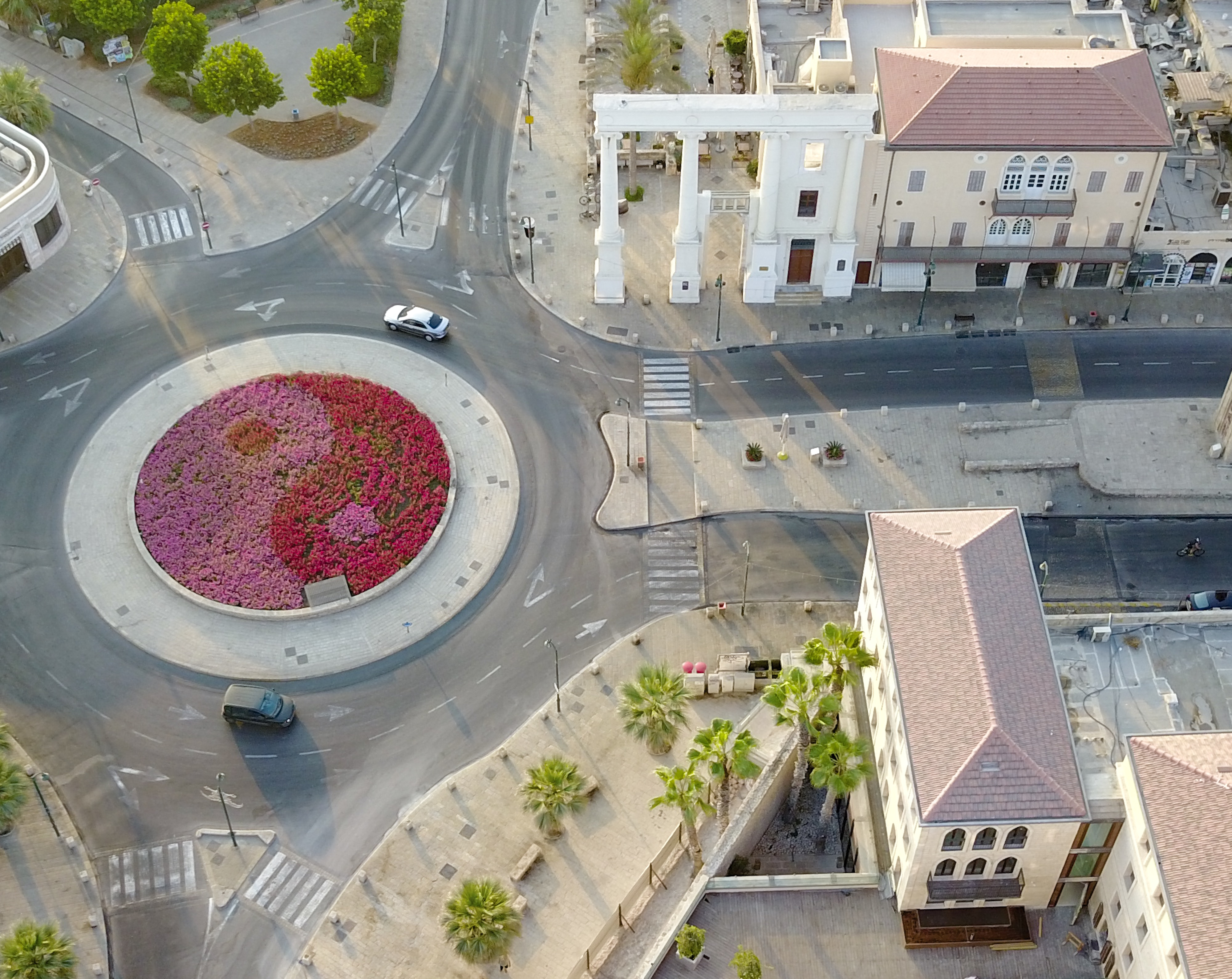
Luftbild 2017 von Kreisel Kikkar Jossi Carmel und rechts anschließender Kikkar haSchaʿon mit Säulen des Neuen Serails neben Baladiyya, Uhrturm (Sockel) und, vis-à-vis, Hotel Setai, ehemals Kışla

Die Säulenfront des Neues Serails ist ein Blickfang, wer vom Hafen Jaffas oder den innerörtlichen Verläufen der Landstraßen von Nablus oder Jerusalem entlang ins Zentrums Jaffas kommt, sieht sie bald als eine seiner Landmarken. Um den Platz herum entstanden Neubauten, darunter drei Amtsgebäude: die Baladiyya (Jaffas Rathaus), das Neue Serail und die Kışla (Polizeistation und Gewahrsam). Das Neue Serail steht auf der Ostseite des Platzes an dessen Nordende,:32 wo die Verläufe der Heerstraßen Jaffa–Nablus nordostwärts und Jaffa–Jerusalem ostwärts das alte Jaffa verlassen. Letztere, einst in diesem Abschnitt eine relativ schmale Gasse, flankierte die Nordwand des Neuen Serails.

## Name

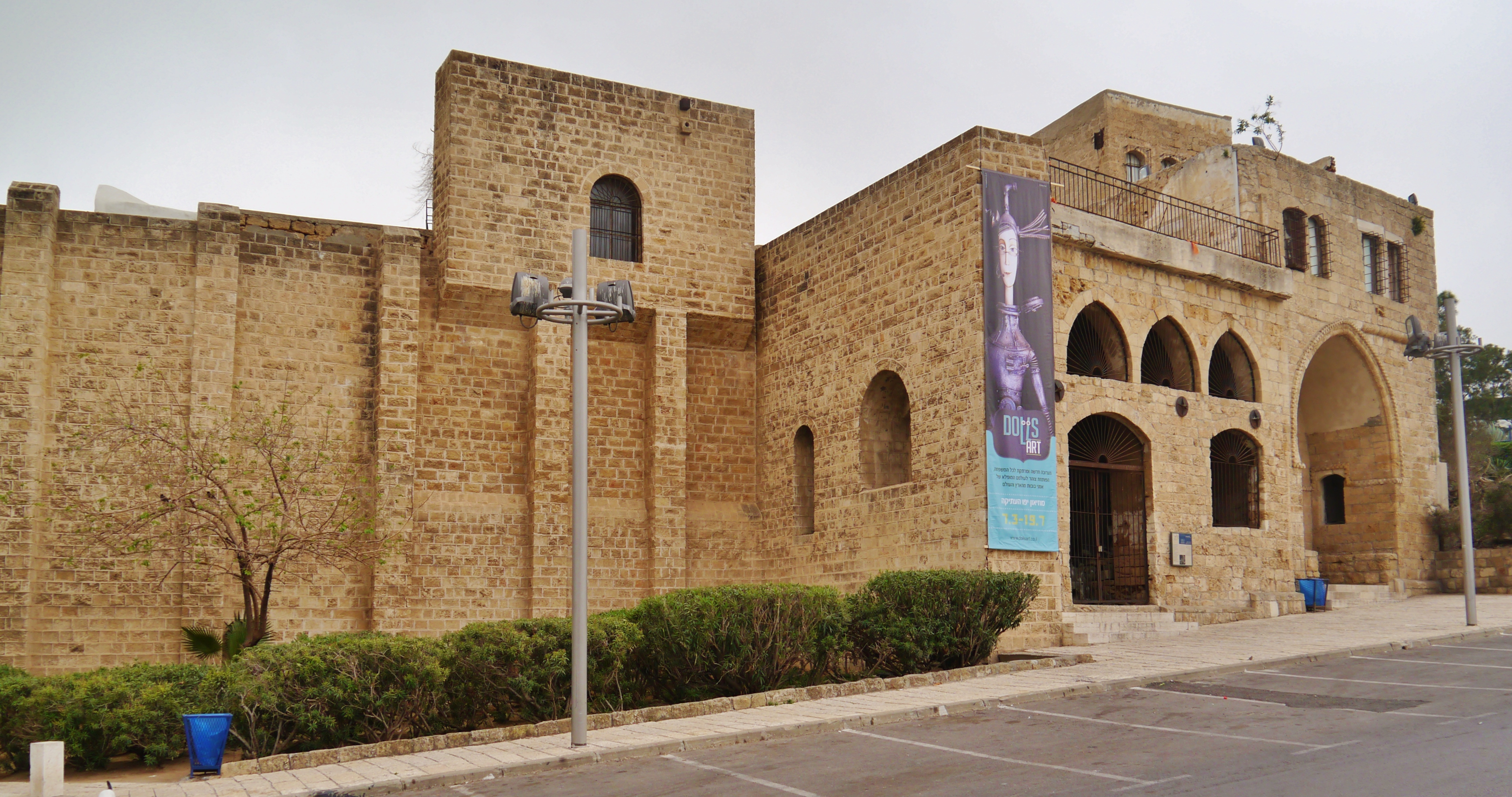
Altes Serail 2014

Die Bezeichnung Neues Serail (arabisch السراي الجديدة, DMG al-Sarāy al-Ǧadīda im lokalen Sprachgebrauch, alternativ auch السرايا الجديد, DMG al-Sarāyā al-Ǧadīd; הַסָּרָאיָה הַחֲדָשָׁה haSarājah haChadaschah) bezieht sich auf das Alte Serail, das auf dem Hügel der Altstadt Jaffas liegt. Die persischstämmige arabische Vokabel Serail (سراي oder سرايا, DMG Sarāy, Sarāyā) bezeichnet im levantinischen Sprachgebrauch Bauten für Repräsentation, Wohnzwecke und Verwaltung aus osmanischer Zeit, denn private Gemächer, auch solche für Haremsdamen, wie Verwaltungsräume, waren oft unter einem Dach.
Außer der Bezeichnung Neues Serail erscheinen weitere Begriffe im Gebrauch wie hebräisch בֵּית הַסָּרָאיָה הֶחָדָשׁ Bejt haSarājah heChadasch, deutsch ‚Neues Haus des Serails‘ und in Übersetzung aus dem britischen Usus in englisch Government Palace das Pendant auf hebräisch אַרְמוֹן הַמִּמְשָׁל Armōn haMimschal, auch אַרְמוֹן הַמֶּמְשָׁלָה Armōn haMemschalah. Arabisches Pendant dazu war der Dār al-Ḥukūma (arabisch دار الحكومة ‚Gebäude der Regierung‘).:166

## Bau
Der Absolvent der Berliner Bauakademie Baruch Papiermeister (1842–1925) schuf die Baupläne und leitete den Bau des Neuen Serails in den Jahren 1896/1897. Sein Bau im Stil des Neoklassizismus atmet den Geist der Repräsentation, den der Kaymakam des Qaḍāʾ Yāfā (arabisch قضاء يَافَا ‚Qādī-Bezirk Jaffa‘, sinngemäß ‚Unterbezirk Jaffa‘, osmanisch قضا يافه, türkisch Yafa kazası) verwirklicht sehen wollte. Ein Besuch Kaiser Wilhelms II. war für 1898 angekündigt, der in Jaffa das Heilige Land betreten sollte. Das Neue Serail sollte den gebührenden Rahmen für den Empfang durch den örtlichen Vertreter des Osmanischen Reichs bieten.
Der Bau beeindruckt durch seine Fassade mit vier Säulen in ionischer Kolossalordnung. Die Säulen sind reiner Zierrat, sie trugen nichts und sind aus Bruchstein und Putz. Quer über die Säulen liegt ein massiger Architrav, dessen Vorderseite über den vier Säulen je eine Rosette zierten. Ebenso geordnet schlossen vier Palmetten auf dem Architrav den Fassadeneindruck oben ab. Die Palmetten entfernte bereits das palästinensische Public Works Department bei seiner Sanierung 1936, als es das Dach nach Folgeschäden durch unsachgemäße Restaurierung nach dem Erdbeben 1927 komplett erneuerte. Vom Straßenniveau aus gesehen blieb hinter dem Architrav das Walmdach aus roten Dachziegeln verborgen.
Die Fassade ist symmetrisch gegliedert. Eine Freitreppe, flankiert von Balustraden, führte hinauf zum erhöhten Mittelportal, das beiderseits Außenlampen an schmiedeeisernen Wandarmen zierten und ein rundes Relief der Ṭuġra Sultan Abdülhamits II. bekrönte. Die Freitreppe, die nicht mehr besteht, erzeugte den Eindruck, dass das Parterre wie ein Souterrain nur Halbgeschoss sei, worauf zwei Vollgeschosse folgen. In der obersten Etage über dem Mittelportal öffnete sich ein französischer Balkon. Die Flächen zwischen den äußeren Säulenpaaren gliederten Sprossenfenster mit Läden und hervorgehobenen Fenstereinfassungen, von denen eines erhalten ist.

## Geschichte

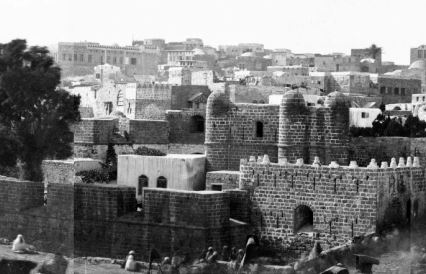
Stadtmauer Jaffas mit Jerusalemer Tor vor dem Altstadthügel, um 1868

Im Zuge der Entfestigung der Stadt, 1868 begonnen, inklusive Niederlegung der Stadtmauern bis 1879, entstanden Bauflächen am Rande der Altstadt Jaffas. Wo die historischen Heerstraßen von Nablus und Jerusalem die Stadt am nordöstlichen Jerusalemer Tor erreichten, entstand nach Abbruch desselben ein neues Viertel. Der ab 1870 allmählich bebaute stadtnahe Abschnitt der Landstraße nach Nablus führte hier den Namen شارع إسكندر عوض / Šāriʿ Iskandar ʿAwaḍ (englisch Alexander Howard Street, heute hebräisch רְחוֹב רָזִיאֵל ‚Rəchōv Rasīʾel‘) mit vielen Geschäften und anderen Einrichtungen, wie dem 1908 eröffneten Palästinaamt und einer Filiale der Anglo-Egyptian Bank, erbaut von Ben-Zion Gini (בֶּן־צִיּוֹן גִּינִי; 1869–1945), Jaffas Stadtbaudirektor zwischen 1910 und 1917.
Das Bankgebäude stand an der nördlichen Ecke einer Gasse namens شارع أبو خضرة / Šāriʿ Abū Ḫaḍra, welche die Verbindung zur Landstraße nach Jerusalem darstellte, heute verbreitert heißt sie Rəchōv Marsūq wɘʿAsar (hebräisch רְחוֹב מַרְזוּק וְעַזָר), benannt nach den 1955 im Königreich Ägypten Gehenkten der Lavon-Affäre Moscheh Marzouq (hebräisch מֹשֶׁה מַרְזוּק Mūsa Līetū Marzūq, arabisch موسى ليتو مرزوق) und Schmūʾel ʿAsar (שְׁמוּאֵל עַזָר). Das Neue Serail bildet die südliche Ecke der Straße, seine Nordwand flankierte sie.
Die Verläufe beider Landstraßen münden in Jaffas Kreisverkehr namens Kikkar Jossi Carmel (כִּכָּר יוֹסִי כַּרְמֶל), die schon 1944 bestand und deren südliche Seite in die Kikkar haSchaʿon (hebräisch כִּכָּר הַשָּׁעוֹן Platz des Uhrturms) übergeht. Diesen längsrechteckigen Platz, seinerzeit Saḥat usch-Schuhadaʾ (arabisch ساحة الالشهداء, DMG Sāḥat al-Šuhadāʾ ‚Platz der Märtyrer‘), nach Fertigstellung des Neuen Serails 1897 umgangssprachlich auch Platz des Serails (arabisch ساحة السراي, DMG Sāḥat al-Sarāy) genannt, zierten einige Regierungsbauten wie eben dieses, die Baladiyyah (hebräisch בלאדיה Baladiyya, arabisch بلدية, Jaffas Rathaus) und eine Polizeistation (Kışla), weshalb die Jaffaner das neue repräsentative Viertel Sakīnat al-Dawla (arabisch سكينة الدولة ‚Staatsviertel‘) nannten. Die osmanische Obrigkeit hatte die Kışla auf den Resten einer Kreuzfahrerburg des 13. Jahrhunderts errichtet und in die Stadtbefestigung einbezogen, mit der Entfestigung erhielt sie ein neues Portal zur Kikkar haSchaʿon, und in den 1880er Jahren neue Zellengebäude, um das Gefängnislager zu ersetzen, das dem Neuen Serail weichen musste. Die Regierungsbauten sollten weitere Bauherren dazu bewegen, das Viertel außerhalb der ehemaligen Mauern anzunehmen und die Stadt weiterzuentwickeln,
Der Einweihung der seit 1893 in Bau befindlichen evangelischen Erlöserkirche (Jerusalem), die Kaiser Wilhelm II. in Auftrag gegeben hatte, plante er beizuwohnen und bei der Gelegenheit das Heilige Land zu bereisen, u. a. auch Jaffa, wo zunächst seine Landung für Oktober 1898 geplant war. Der Kaymakam (osmanisch قائم مقام qāʾim maqām) des Qaḍāʾ Yāfā, einer verwaltungstechnischen Untergliederung des Mutasarrıflık Jerusalem, ließ sich 1896/1897 in Vorbereitung auf den anstehenden Besuch Wilhelms II. in der Stadt das Neue Serail als neues Regierungsgebäude errichten. Der Kaymakam gewann Notabeln Jaffas, die so genannte ‹effendiyya›,:165 den Bau zu finanzieren.
Im August 1897 weihten der Kaymakam, die Notabeln der Stadt und weitere Festgäste das Neue Serail ein, das den Gebrauch des seither als Altes Serail bezeichneten Vorgängerbaus als Sitz des Kaymakams ablöste. Es diente dem Kaymakam als Serail, worin auch das zivilrechtliche Gericht erster Instanz des Qaḍāʾ Yāfā tagte, wie seit 1877 in jedem Qaḍāʾ eines bestand. Die Stadt hieß hier Kaiser Wilhelm II. und seine Gattin Auguste Viktoria von Schleswig-Holstein-Sonderburg-Augustenburg willkommen, die mit beider nächster Entourage am 27./28. Oktober 1898 in Plato von Ustinows Hôtel du Parc in Jaffas Vorort HaMoschavah haAmeriqaʾit-Germanit nächtigten.

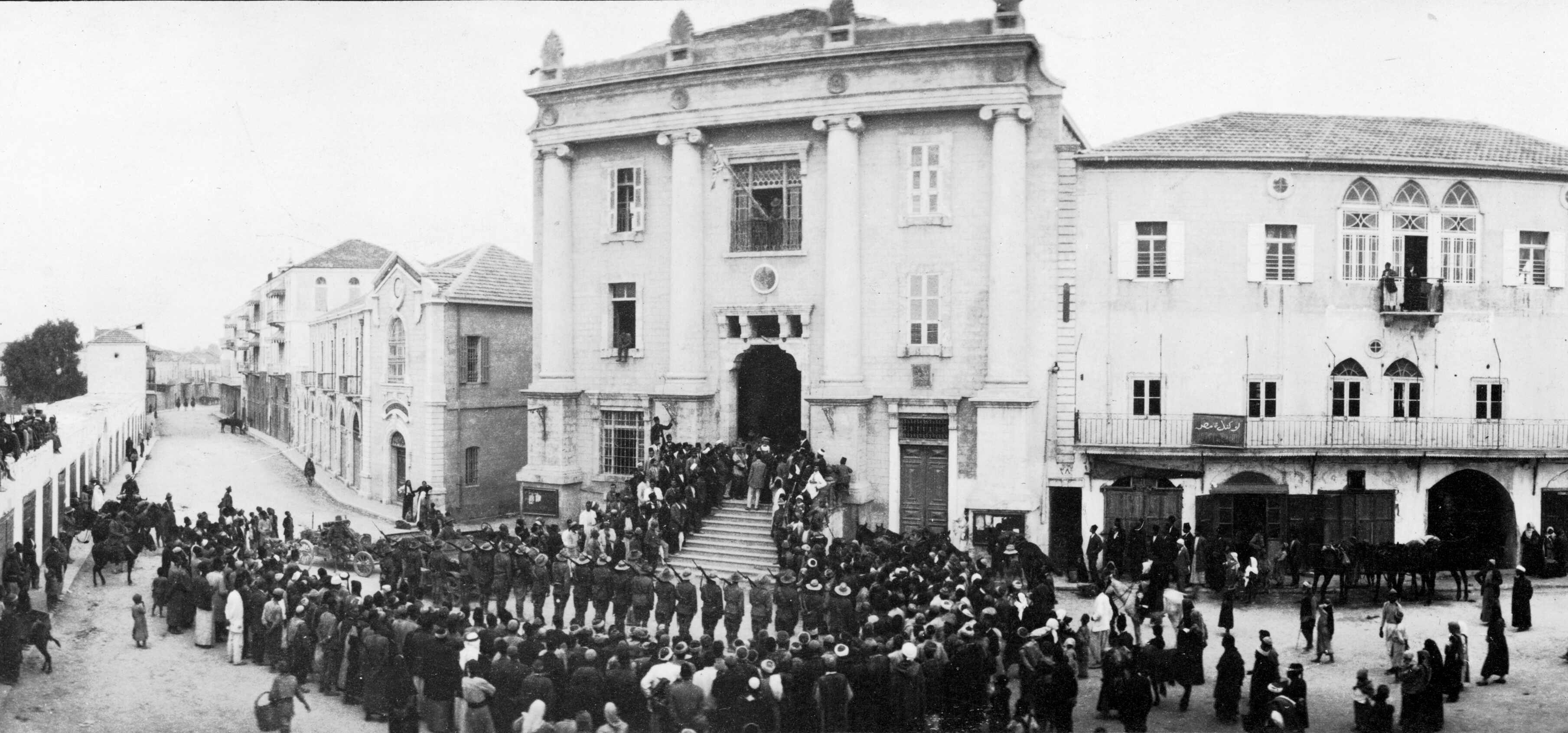
Übernahme Jaffas durch neuseeländische berittene Schützen am 16. November 1917, Blick in den Schāriʿ Iskandar ʿAwaḍ

Denkmal für die Jarqon am 21. Dezember 1917, Frank Scholten fec. um 1922

Nach der Dritten Schlacht um Gaza (1.–7. November 1917) im Ersten Weltkrieg zog sich die dort unterlegene osmanische Armee im Bündnis der Mittelmächte zurück und die Heeresgruppe Yıldırım unter Erich von Falkenhayn errichtete am Nordufer des Jarqon eine neue Verteidigungslinie der Palästinafront. Für die Triple Entente verfolgte die Egyptian Expeditionary Force (EEF) unter Edmund Allenby die sich zurückziehenden Streitkräfte der Mittelmächte durchs Tiefland Philistäas, wobei die 1st Light Horse Brigade und berittene Australian and New Zealand Army Corps (ANZAC) unter Edward Chaytor am 16. November 1917 Jaffa einnahmen.
Am selben Tag zelebrierten die Schützen der New Zealand Mounted Rifles Brigade am Neuen Serail durch Hissen der Fahne die Einnahme Jaffas durch die Streitkräfte der Triple Entente. Die erste nachhaltige Querung des Jarqon durch eine Entente-Streitmacht gelang der 155th (South Scottish) Brigade am 21. Dezember 1917. In den Jahren 1918 bis 1920 zogen die im Weltkrieg siegreichen Briten und Franzosen in den militärisch eingenommenen osmanischen Territorien neue Grenzen und teilten sie untereinander in ihre Occupied Enemy Territory Administrations (OETA) South, OETA North bzw. OETA East auf. Orme Bigland Clarke (1880–1949), Senior Judicial Officer der britischen Besatzer, der 1913 als Rechtsexperte die Hohe Pforte in Justizfragen beraten hatte, reformierte das Rechtssystem in der OETA South, worauf von 13 Gerichten erster Instanz vier verblieben: in Jaffa, Jerusalem, Haifa und Nablus.
In ihrer OETA South fassten die Briten verschiedene osmanische Gebiete zur neuen Region Palästina zusammen, das in christlichen Kreisen Europas und Amerikas schon länger unter dieser Bezeichnung Forschungsgegenstand war. Dabei leitet sich Palästina vom Namen der römischen Provinz Syria Palaestina (deutsch philistäisches Syrien) ab, den nach Niederschlagung des jüdischen Bar-Kochba-Aufstandes gegen ihre Herrschaft in Judäa im Jahre 135 die siegreichen Römer neu prägten, um ihre aufständische Provinz Iudaea und deren Namen als Herkunftsregion der Juden vergessen zu machen.
Nach einer nicht genehmigten Demonstration zum Ersten Mai 1921 führte am Rande von deren polizeilicher Auflösung ein antisemitischer Mob die Unruhen von Jaffa herbei, denen die städtische Polizei nicht ernsthaft wehrte, sondern sich teils noch an der Judenhatz beteiligte.:42 Im Neuen Serail stationierte britische Soldaten erhielten keinen Befehl einzugreifen.:42 Die Gewalttäter und andere Demonstranten verlangten das Ende der Einwanderung von Juden und stürmten das Einwandererheim Beit haʿOlim (im Rechov Jephet 34) 400 Meter südlich des Neuen Serails, wo sie 14 Einwanderer ermordeten. Der herbeigeeilte britische Hafenpolizist Major Lionel Juene beendete das Gemetzel und rettete 26 Verletzte und weitere Unversehrte im erfolgreich verrammelten Obergeschoss.
Der Völkerbund erteilte Britannien dann 1922 das Völkerbundsmandat für Palästina, womit die Bezeichnung Palästina in der Neuzeit erstmals für dieses Gebiet amtlich wurde. Das Vereinigte Königreich von Großbritannien und Irland hatte im Weltkrieg Untertanen des Osmanischen Reiches, die sich an dessen Niederringung beteiligen würden, Hoffnungen auf Erfüllung nationaler Aspirationen gemacht (den Haschimiten 1915/1916 durch die Hussein-McMahon-Korrespondenz, osmanischen Juden 1917 durch die Balfour-Deklaration). In den Bestimmungen des Mandats beauftragte der Völkerbund die zivile britische Mandatsverwaltung, das Heilige Land als jüdische Heimstatt und auf die Unabhängigkeit vorzubereiten. Entgegen den Bestimmungen trennten die Briten 1923 vom Mandatsgebiet dessen östlich des Flusses Jordan gelegenes Territorium als arabisches Emirat Transjordanien für die Haschimiten ab.
Die britische Mandatsverwaltung Government of Palestine modernisierte das Land nach britischen Standards in Verwaltung, Justiz, Schulwesen und Wirtschaft. Im Bereich der regionalen Verwaltung übernahm das Government of Palestine die osmanischen Aqḍiyah (arabisch أقضية Qādī-Bezirke [im Plural]) und nannte sie auf englisch Subdistricts, so dass in den drei Amtssprachen des Mandatsgebietes die arabische Bezeichnung Qaḍāʾ Yāfā unverändert blieb, die englische Jaffa Subdistrict und die hebräische Nfat Jafo (נְפַת יָפוֹ) lauteten. Der Subdistrikt unterhielt weiter seine Verwaltungsstellen im Neuen Serail, worin auch das Bezirksgericht Jaffa tagte, eines von vier ehemals osmanischen Gerichten erster Instanz, die seit 1922 offiziell auf englisch District Courts hießen.

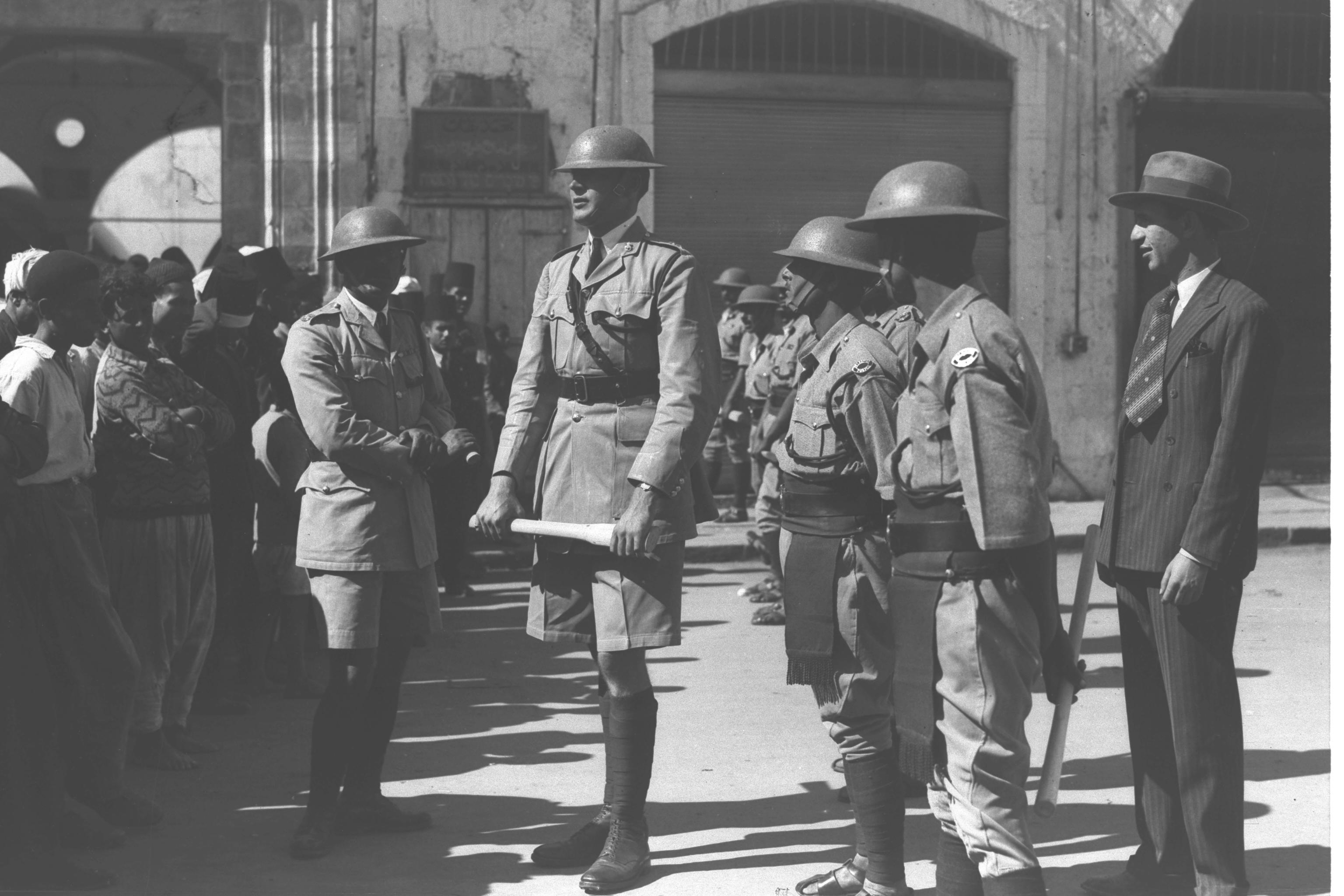
Arabische Demonstration gegen Einwanderung von Juden am 27. Oktober 1933 auf dem Platz vor dem Neuen Serail, das britische Polizisten mit Schlagstöcken schützen

Das Neue Serail nahm beim Erdbeben von Jericho am 12. Juli 1927 Schaden. Das Bauunternehmen Dolgin richtete ein Baugerüst ums Neue Serail auf, von dem aus der stellvertretende Distriktsingenieur Miller das Gebäude inspizierte. Der Ingenieur verfügte, dass die zweite Etage mit Stahlverstärkungen zu sichern und die Dachkonstruktion zu erneuern seien. Der Bauunternehmer Henryk Laminitz (הֶנְרִיק לָמִינִיץ) aus Neweh Zedeq bekam den Auftrag, die Arbeiten binnen sechs Wochen abzuschließen.

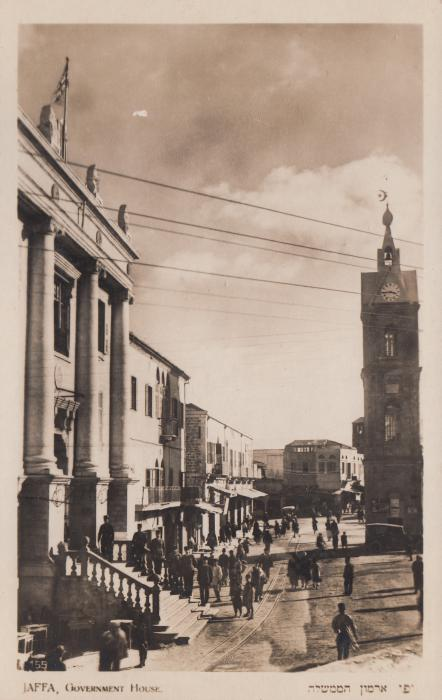
Blick 1934 vom Neuen Serail vor Abnahme der Palmetten südwärts zum Uhrturm

Jüdische Einwanderer trugen zu Aufbau und Aufschwung des Mandatsgebiets bei, was auch Beschäftigung für nichtjüdische Araber schuf, die aus dem ländlichen Raum in Städte wie Haifa, Jaffa und Jerusalem zogen und auch aus dem Königreich Ägypten und den Mandatsgebieten Mesopotamien (später Iraq), Libanon und Syrien sowie dem Emirat Transjordanien nach Palästina einwanderten. Insbesondere Jaffa, inmitten des ökonomischen Herzens Palästinas in Nachbarschaft von Bat Jam, Petach Tiquah und Tel Aviv gelegen, entwickelte sich zur größten arabischen Stadt Palästinas.
Der damit einhergehende soziale und kulturelle Wandel wie die Urbanisierung von Landbewohnern seit Entstehen des modernen Palästina führte zu Unmut unter arabischen nicht-jüdischen Einheimischen. Den Unmut äußerten sie auch in Gewalt gegen jüdische Palästinenser in Pogromen und ähnlichen antijüdischen Ausschreitungen (Massaker von Hebron (1929) oder Ausschreitungen in Safed 1929). Gewalt richteten sie jedoch nicht gegen arabische Immigranten aus Nachbarländern, die oft als Ungelernte in das Arbeitsmarktsegment strebten, in dem sich sowieso schon viele arabische Palästinenser drängten.
Im Jahre 1935 eröffnete Jaffas Bürgermeister ʿIṣām Bek al-Saʿīd (hebräisch עִסָאם בֶּכּ אַל-סָעִיד arabisch عصام بك السعيد; 1877–1942) das neue Rathaus (arabisch دار البلدية, DMG Dār al-Baladiyya) am Schariʿ Dschurdsch al-Malik (شارع جورج ٱلْمَلِك / Šāriʿ Ǧūrǧ al-Malik; heute hebräisch שְׂדֵרוֹת יְרוּשָׁלַיִם ‚Sderōt Jɘrūschalajim‘ 45), das ihm selbst gehörte und dessen obere beiden Stockwerke er auch bewohnte. Städtische Dienststellen in der alten Baladiyya blieben bestehen. Nachdem die Nordwand des Neuen Serails oben sich um vier Zentimeter aus dem Lot geschoben hatte und im Mauerwerk Brüche sichtbar geworden waren, inspizierte am 2. April 1936 Distriktsingenieur P. Noble vom Department of Public Works den Bau und stellte fest, dass die 1927 nach dem Beben eingezogenen stählernen Zuganker rosteten und Mauerwerk absprengten. Er erklärte das Neue Serail für einsturzgefährdet, worauf der Subdistrikt Jaffa das Gebäude räumte.
Der Subdistrikt mietete von Familie Carso ein neues Verwaltungsgebäude, hebräisch בֵּית הַמִּמְשָׁל Bejt haMimschal, englisch Government House genannt, im شارع النحاس باشا / Šāriʿ Naḥḥās Bāšā (heute hebräisch רְחוֹב נֵחָמָה ‚Rəchōv Nechamah‘ 10) am Rande von Jaffas Vorort HaMoschavah haAmerikaʾit-Germanit und verlegte seine Büros dorthin. Am 6. Juli 1936 gab der für den Subdistrikt zuständige District Commissioner Robert Edward Harold Crosbie (1886–1950) bekannt, dass der Umzug abgeschlossen sei. Das Government of Palestine ließ das palästinensische Public Works Department prüfen, ob das Gebäude wiederhergestellt werden könne oder der Verkauf des Baus auf Abbruch für den Fiskus günstiger ausfalle. Schließlich wurde das Neue Serail restauriert, wobei die Dachzone ohne Palmetten vereinfacht erneuert wurde, und der Stadt Jaffa übertragen, die dort ihre Abteilung für Wohlfahrt und eine Küche zur Ernährung der Kinder unterbrachte und es mit ihrem südlich benachbarten Rathaus Baladiyya von 1871 verband.

Neues Serail ohne Palmetten neben Baladiyya und Uhrturm, 1938

Arabische Militante begannen gegen die britische Mandatsmacht den Großen Arabischen Aufstand in Palästina (1936–1939), seinerzeit größte Erhebung gegen eine britische Kolonialverwaltung. Mehrere arabische Führungszirkel setzten sich selbstherrlich als Arabisches Hohes Komitee an die Spitze des Aufstands, von dem sie selbst überrascht waren. Sie gründeten lokale Arabische Nationalkomitees (اللجنة الوطنية العربية, DMG Al-Laǧna al-Waṭaniyya al-ʿArabiyya), um ihren Leitungsanspruch durch örtliche Verbundenheit zu untermauern. Die Mandatsmacht erwehrte sich vehement der arabischen Aufständischen. Da sie keine Militanz jüdischer Palästinenser erwarteten, während die Anführer der Aufständischen das Ende der Einwanderung von Juden verlangten, begrenzten die Briten – gegen die Wünsche vieler jüdischer Palästinenser, die auf die Mandatsbestimmung hinsichtlich der Förderung einer jüdischen Heimstatt verwiesen – die jüdische Einwanderung durch strenge Aufnahmekriterien drastisch, ließ aufgegriffene illegal eingewanderte Juden verhaften, internieren und etwa 50.000 nach Britisch-Zypern abschieben.
Ab Ende des Zweiten Weltkriegs gingen jüdische und arabische Militante getrennt gewaltsam gegen Vertreter der Mandatsmacht vor. Der Verluste an Menschenleben und der Kosten als Mandatsmacht überdrüssig gab das Vereinigte Königreich das Palästina-Mandat an die UNO, Rechtsnachfolgerin des Völkerbunds, zurück. Angesichts der militant geführten Gegensätze zwischen den nationalen Bewegungen im Lande erschien der Weg eines binationalen arabisch-jüdischen Palästinas unmöglich. Die UNO bestimmte also einen Weg, die Völkerbundsvorgaben der jüdischen Heimstatt und die Unabhängigkeit aller Einwohner Palästinas zu sichern: der UN-Teilungsplan für Palästina.
Am 29. November 1947 beschlossen die Vertreter der in den UN vereinten Nationen mit Mehrheit, im folgenden Mai Palästina in einen arabischen und einen jüdischen Staat zu teilen und beide in die Unabhängigkeit zu entlassen. Laut Teilungsplan sollte das Gebiet Jaffas eine Exklave des arabischen Staates sein, landseitig umgeben vom jüdischen Staat. Sollte in Teilen Palästinas überhaupt ein Staat für Juden gegründet werden – neben einem für nichtjüdische Araber – kündigten die benachbarten Staaten Königreich Ägypten, Königreich Irak, Libanon, Saudi-Arabien, Syrien und Transjordanien – sämtlich Mitglieder der Arabischen Liga – die Invasionen ihrer Streitkräfte an.
Im Vorgriff auf den Einmarsch der Streitkräfte oben genannter Staaten mühten sich die nationalen Bewegungen im Lande – antizionistische überwiegend nichtjüdische einerseits und andererseits zionistische überwiegend jüdische Palästinenser – darum, auch mit Gewalt Positionen und Posten einzunehmen bzw. zu halten, die im bevorstehenden Krieg strategisch wichtig erschienen, was sich zum Bürgerkrieg zwischen arabischen und jüdischen Palästinensern auswuchs. Im mehrheitlich nichtjüdisch-arabischen Jaffa fühlten sich jüdische Palästinenser zunehmend nicht mehr sicher. 15'000 von 28'000 jüdischen Jaffanern – bei einer Bevölkerung von insgesamt 94'000 Personen – flohen seit Ende 1947 aus der Stadt, es blieben hauptsächlich jene, die in vorwiegend von Juden bewohnten Vierteln lebten.
In Erwartung des angekündigten Krieges verließen ab Frühjahr vor allem solche nichtjüdischen Araber mit verwandtschaftlichen Verbindungen ins Ausland oder die ihren Aufenthalt außer Landes selbst finanzieren konnten, zahlenmäßig etwa 20'000 der über 80'000 verbliebenen Jaffaner, Palästina auf Zeit,:95 bis sie nach einem erhofften arabischen Sieg zurückkehren könnten. Ab Dezember 1947 wurde das Grenzgebiet zwischen Jaffa und Tel Aviv Bürgerkriegszone der verfeindeten nationalen Bewegungen.
Was wirtschaftlich ein Vorteil war, die Lage Jaffas im wirtschaftlichen Herzland Palästinas, war militärstrategisch ein Nachteil inmitten jüdischer Städte. Jaffa und seine Stadtführung mit Bürgermeister Yusif Haykal (arabisch يوسف هيكل; 1907–1989) hielten an einer defensiven Ausrichtung fest, Haykal suchte den Ausgleich mit Tel Aviv, doch gab es arabische Jaffaner, die böswillige Offensivinitiativen ergriffen: Scharfschützen, die von hohen Dächern wie auch Minaretten, z. B. der Hassan-Bek-Moschee, in Tel Avivs südliche Viertel schossen.

### Terroranschlag der LeChI aufsNeue Serail1948
Zwei LeCh"I (Kämpfer für die Freiheit Israels; eine jüdische Terrorgruppe) sprengten das Neue Serail am 4. Januar 1948. Den Sprengstoffanschlag verübten ‹Rigoletto›, so der Deckname Rachamim Chachamows (רַחֲמִים חָכָמֹוֹב; 1927–2002) und ‹Schmuʾel›, bürgerlich Elischa Eiwasow (אֱלִישָׁע אֵיְבָזוֹב; 1923–1948). Die beiden LeChI mordeten mit der Explosion 28 Menschen, darunter eine Frau und zwei Kinder, sowie den bekannten Linksaußen Zaki al-Darhali (زكي الدرهلي) von Al-Nadi al-Riyaḍi al-Islami (arabisch النادي الرياضي الإسلامي), einer von Jaffas Fußballclubs, der bei der städtischen Abteilung für Wohlfahrt arbeitete. Passanten und Anwohner erfasste Panik, die gesamte Aktion demoralisierte viele Jaffaner.

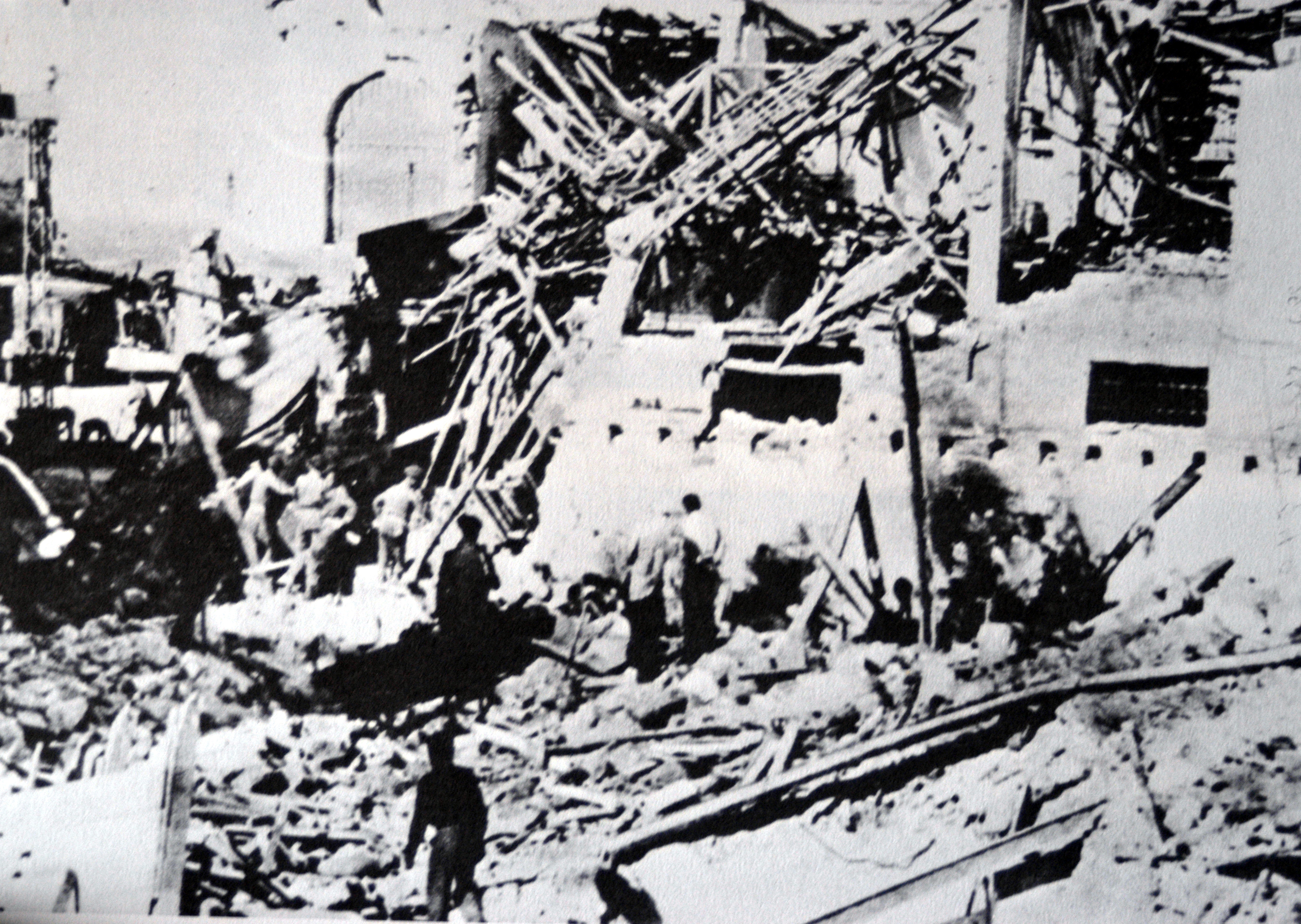
Eingestürztes Neues Serail nach dem Anschlag am 4. Januar 1948

Rigoletto und Schmuʾel verletzten mit ihrem Anschlag an die 160 Personen, darunter nicht ein Mitglied von Jaffas Arabischem Nationalkomitee. Unter den Verletzten waren viele städtische Büroangestellte, einer davon, Yusif Muhammad al-Kanna (يوسف مُحَمَّد الكنا), stand den Muslimbrüdern nah, ein anderer, Ismaʿil al-Madhoun (إسماعيل المدهون), dem Mūʾtamar al-ʿUmāl al-ʿArab (مؤتمر العمال العرب ‚Kongress Arabischer Arbeiter‘; 1945 erfolgte kommunistische Abspaltung von der PAWS), ein dritter, Khaleb al-Daǧani (حلب الدجاني), 28 und Absolvent der American University in Beirut, arbeitete ebenfalls bei der Wohlfahrt und in der Freizeit in einer Bürgermiliz zur Verteidigung Jaffas.
Vier weitere Verletzte waren Küchenarbeiter, die Mahlzeiten für benachteiligte Jugendliche zubereiteten, weiter waren verletzt sieben Kinder und auch Kunden, die in umliegenden Geschäften Einkäufe getätigt hatten. Das große Glück war, dass es sonntags keine Armenspeisung gab, sonst wären viel mehr Kinder zugegen gewesen. Der Tag der Explosion war sehr kalt und es regnete stark. Das kalte Wetter und der andauernde Regen erschwerten die Räumung der Ruinen: Die Bergung der Leichen dauerte etwa zwei Tage. Die Explosion riss eine Lücke in Jaffas Stadtbild, die bis heute deutlich zu erkennen ist. Das ohnehin angeschlagene Neue Serail stürzte weitgehend ein und Häuser rundherum, wie jenes der Barclays Bank (bis 1925 Anglo-Egyptian Bank), wurden schwer beschädigt.
In den ersten Tagen des Bürgerkrieges zwischen arabischen und jüdischen Palästinensern im Dezember 1947 hatten arabische Militante das ärmliche Haus der Familie Chachamow in der Schchunat haTiquah (שְׁכוּנַת הַתִּקְוָה, 1935 gegründet als östlicher Vorort, heute ein Viertel Tel Avivs) niedergebrannt. Dabei verletzten die Brandstifter Chachamows Eltern, die als kaukasische Bergjuden 1919 ʿAlijah gemacht hatten, und seinen Bruder. Die obdachlosen Chachamows reihten sich in die Scharen der Flüchtlinge dieses Krieges ein. Chachamow war 13-jährig den LeChI 1940 beigetreten.
Der LeChI-Kommandant Jaʿaqov Bannaʾī (יַעֲקֹב בַּנַּאי; 1920–2009) hatte den Autobombenterror gegen Angehörige der britischen Mandatsmacht und Gegner der jüdischen Heimstatt in der nationalen Bewegung arabischer nichtjüdischer Palästinenser entwickelt, damit letztlich aber vor allem normale Zivilpersonen ermordet. Bannaʾi bestimmte das Neue Serail als Ziel des Anschlags, da dort auch Jaffas Arabisches Nationalkomitee seinen Sitz hatte, wovon die LeChI annahmen, dass es arabischen Militanten als ‹Hauptquartier› diene, um Anschläge auf jüdische Palästinenser vorzubereiten. Unbewiesen blieb, ob das Neue Serail wirklich einer terroristischen arabischen Gruppe als Treffpunkt gedient hatte, die Stadt hatte dem Nationalkomitee erst etwa zweieinhalb Wochen vor der Explosion Räume im Neuen Serail zugewiesen. Unter den 28 Toten jedenfalls war niemand der gewünschten Adressaten.
Bannaʾī sah im jungen Chachamow den geeigneten Attentäter, der einwilligte. Mit Unterstützung der LeChI bereitete Chachamow den Anschlag akribisch vor. Ziel war, das Neue Serail zu sprengen, indem Chachamow ein am Bau geparkten Laster mit Sprengstoff auf der Ladefläche zur Explosion bringen würde. Als arabischsprachiger gebürtiger Jerusalemer erkundete Rigoletto binnen weniger Tage zweimal Vorort die Gegebenheiten. Er bestieg im damals arabischen Bayt Daǧan (heute das israelische Beit Dagan) einen Linienbus nach Jaffa und passierte bei Einfahrt des Busses von Südosten in die Stadt die Kontrollen der arabischen Selbstwehr, indem er sich als arabischer Kaufmann ausgab. Chachamow beschloss den Lastwagen im Schariʿ Abu Chaḍra vor der Nordwand des Neuen Serails zu parken und zu zünden.
Als Rigoletto zum Attentat im Lastwagen vorfuhr, beladen mit Zitrusfrüchten, unter denen auf der Beifahrerseite der Sprengstoff versteckt war, musste er zu seiner Bestürzung feststellen, dass der Schariʿ Abu Chaḍra an jenem Tag mit metallenen Sperren für den motorisierten Verkehr abgeriegelt war. Rigoletto suchte nach einem anderen Platz, um mit der Beifahrerseite nah am Neuen Sereil zu parken. Sein auffälliges Verhalten ließ örtliche Passanten Verdacht schöpfen, worauf sie seinem Tun folgten, Fußgänger sprangen auf seine Trittbretter, Taxifahrer und andere Fahrzeugführer verfolgten ihn, als er Richtung Tel Aviv schwenkte.

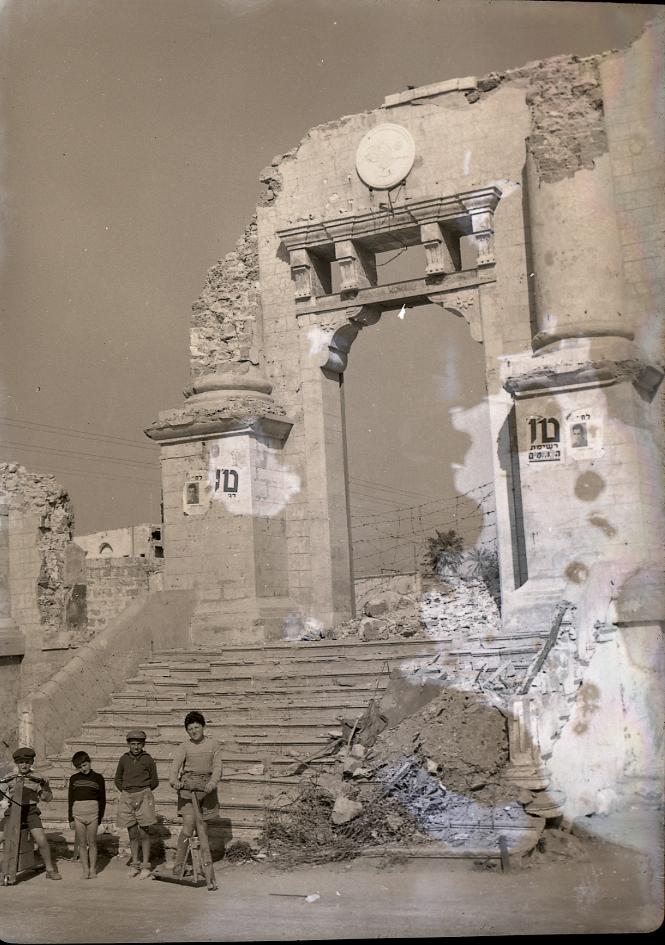
Hauptportal, darüber rundes Relief der Ṭuġra Sultan Abdülhamits II., 1949

Er war bedroht, erschoss aus dem Führerhaus die Trittbrettfahrer rechts und links, worauf auch Verfolger das Feuer eröffneten. Keine einzige Kugel traf Rigoletto oder den Sprengstoff. Es gab keine Ausfahrtsperren für Fahrzeuge aus Jaffa und so entkam er in dem zerschossenen Lastwagen nach Tel Aviv. Seine Kommandeure mochten nicht glauben, was er erzählte, doch die Einschusslöcher diverser Kaliber im Laster sagten das ihre, wie auch die Berichte der arabischen Presse des folgenden Tages.
Bei Chachamows zweitem Versuch am 4. Januar 1948, begleitete ihn Schmuʾel. Es war ein verregneter Sonntag und die Straßen waren leer. Sie steuerten den Lastwagen, bis oben hin beladen mit Kisten goldener und saftiger Schamouti-Apfelsinen und darunter TNT. Rigoletto parkte den Wagen neben der Nordwand des Neuen Serails und beide Terroristen machten den Zeitzünder klar. Ein Wachmann forderte sie auf, anderswo zu parken, worauf beide entgegneten nur eben kurz einen Kaffee trinken zu wollen. Danach aktivierten sie die Zündung mit 80 Sekunden Verzögerung und hörten die Explosion, als sie den Šāriʿ Ǧūrǧ al-Malik (arabisch شارع جورج ٱلْمَلِك ‚King George Avenue‘; heute hebräisch שְׂדֵרוֹת יְרוּשָׁלַיִם Sderōt Jɘrūschalajim, deutsch ‚Allee Jerusalems‘) erreicht hatten. Sie entkamen unbehelligt zu Fuß nach Tel Aviv.

## Ruine desNeuen Serails

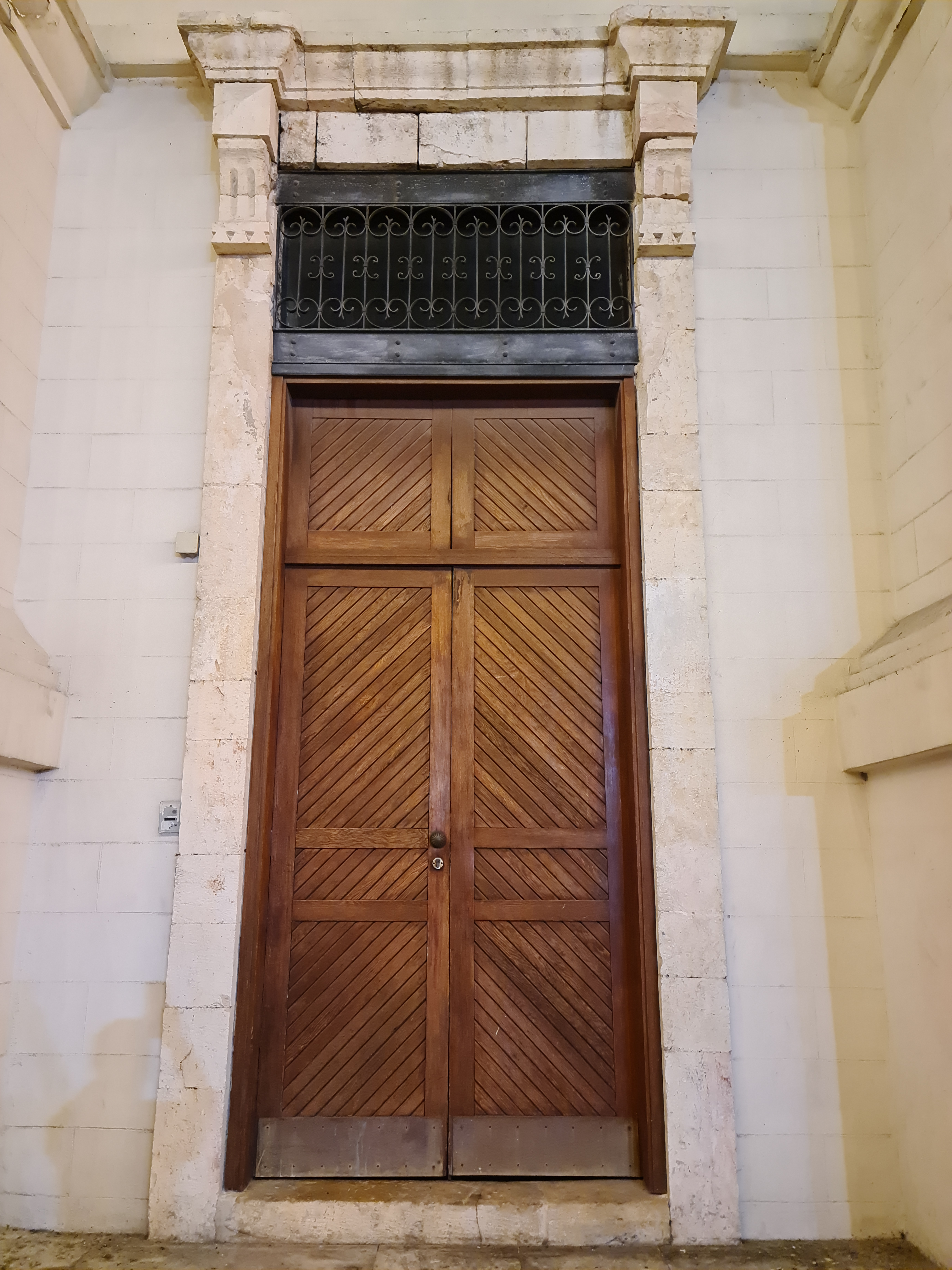
Tür zum erhaltenen Treppenhaus des Neuen Serails zwischen dem südlichen Säulenpaar, 2021

Zionistischer Terror, wie der Anschlag aufs Neue Serail, demoralisierte nichtjüdische Jaffaner. Bis Ende März 1948 verließen etwa weitere 20'000 arabische Christen und Muslime Jaffa vor allem ins Ausland. Der District Commissioner des zuständigen Distrikts Lydda, William Vickery Fuller, gewährte auf Antrag von Jaffas Bürgermeister Yusif Haykal im März 1948 acht Familien Entschädigungen, deren Angehörige als städtische Beschäftigte unter anderen in der Küche für Kinderspeisungen beim Anschlag ermordet wurden. Während der Kämpfe um die Stadt bis Ende April flohen noch einmal um die 34'000 Jaffaner verschiedener Religion, Nichtjuden über See und Juden nach Tel Aviv. Eine Intervention der im Abzug befindlichen britischen Mandatsmacht stoppte am 28. April das Vordringen der Irgun in die Altstadt Jaffas hinein.:258 Die Zeit bis zum Abzug der Briten Mitte Mai nutzten weitere Einwohner Jaffas zur Flucht.

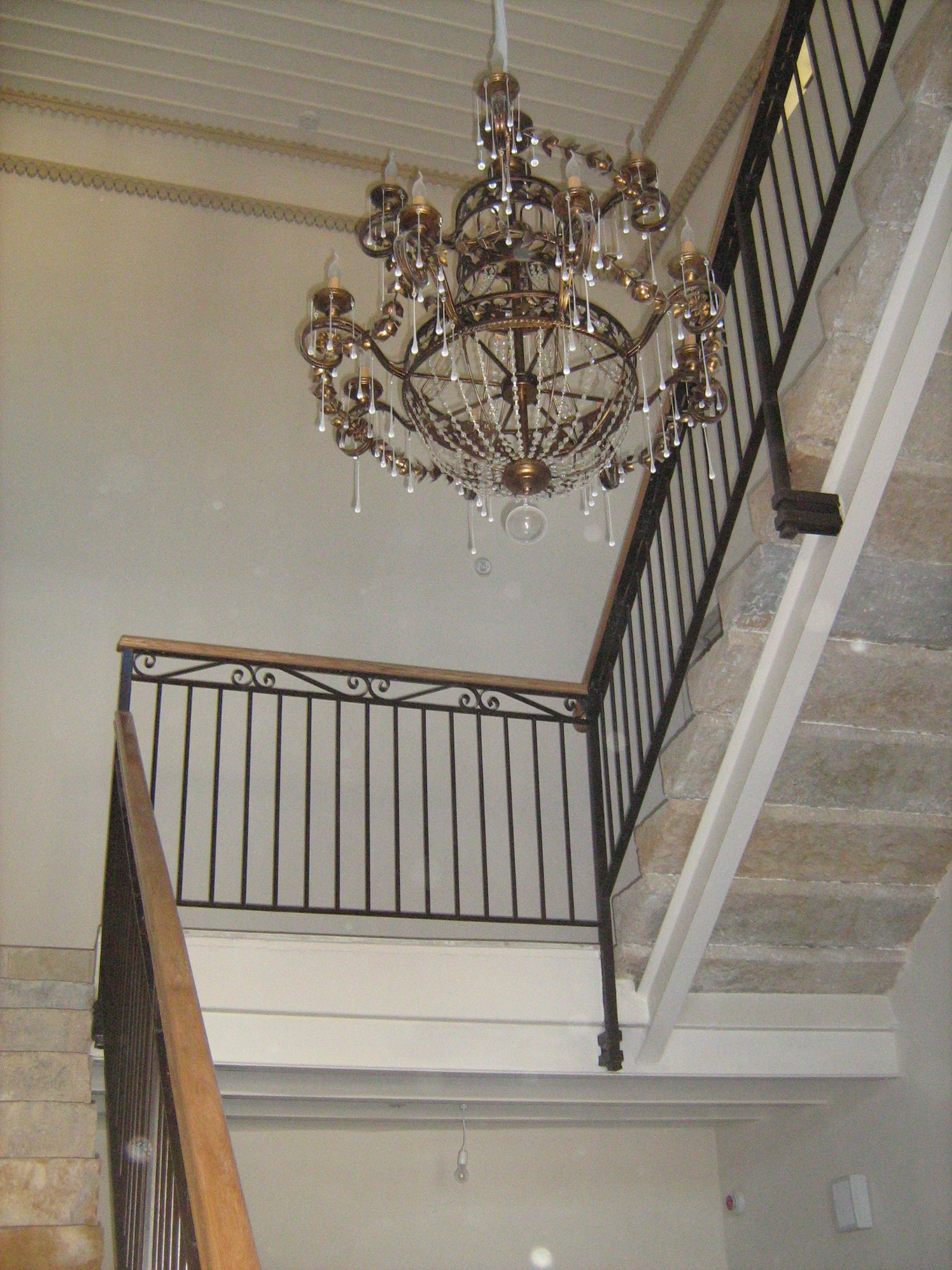
Neues Serail: Treppenhaus, 2009

Am 13. Mai 1948, unmittelbar nach Abmarsch der letzten britischen Streitkräfte aus Jaffa, ergaben sich die arabischen Verteidiger der Übermacht von Hagannah und Irgun.:258:17 Am 14. Mai 1948, Stunden vor Ablauf des britischen Mandats um Mitternacht, beschloss im ebenfalls geräumten Tel Aviv der Volksrat (hebräisch מוֹעֶצֶת הָעָם Mōʿetzet haʿAm; Übergangsparlament jüdischer Palästinenser mit Vertretern aller Parteien der Repräsentantenversammlung des Jischuvs) Israels Unabhängigkeit, wie sie David Ben-Gurion später am Tage verkündete.
Israelische Behörden zählten nach Staatsgründung in Jaffa etwa 4'000 verbliebene Nichtjuden,:101:17 während Jaffas jüdische Flüchtlinge aus ihren Notunterkünften andernorts im Lande zurückkehrten, soweit sie ihre verlassenen Heime noch bewohnbar vorfanden. Arabische Juden, die durch die jüdische Nakba ins Land kamen, quartierte die Regierung Israels in erhaltenen Wohnraum im weithin verlassenen Jaffa ein.

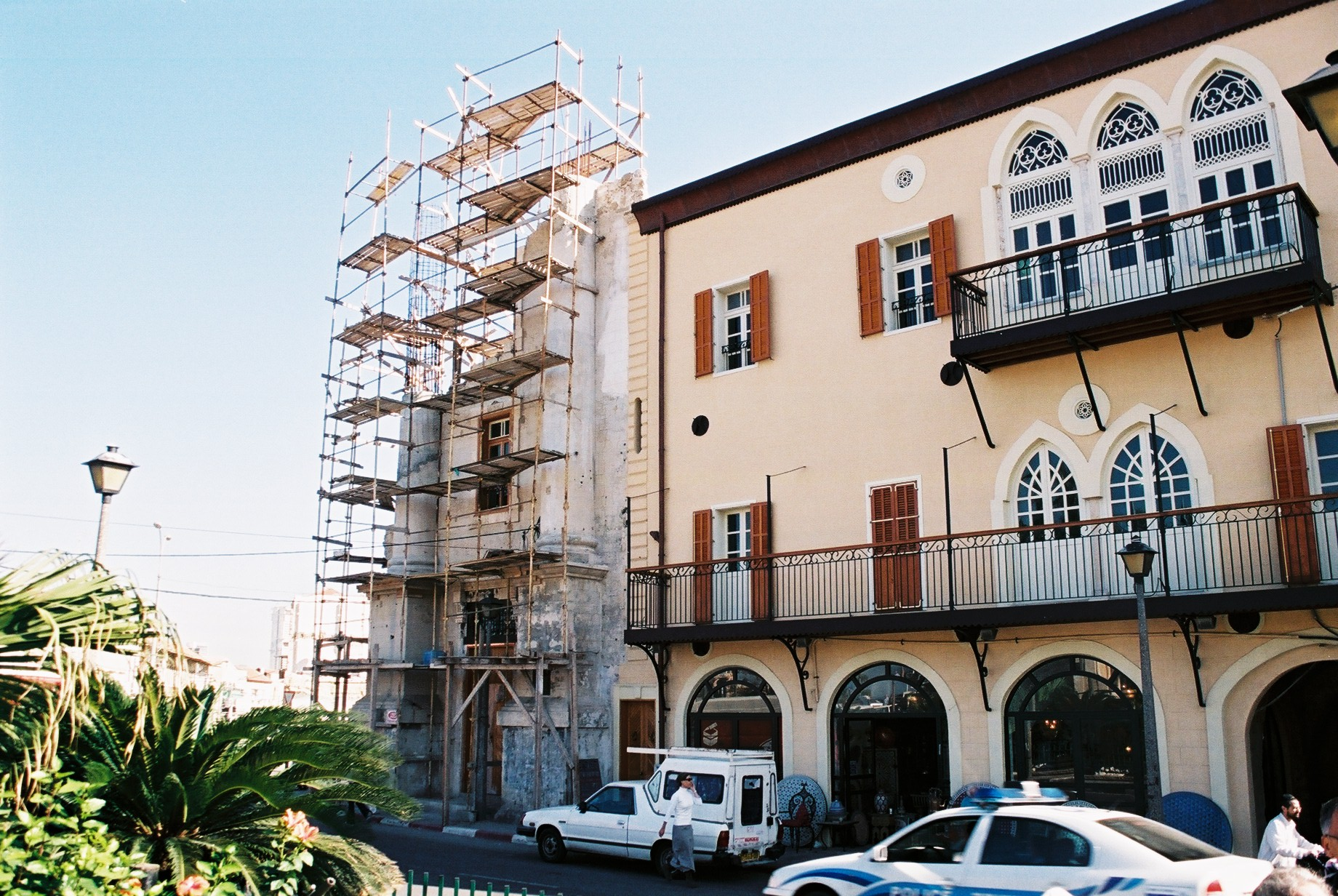
Wiederherstellung des südlichen Säulenpaars, 2004

Der Sprengstoffanschlag verwandelte das Neue Serail in eine Ruine, das Gebäude wurde nicht wiederaufgebaut. Das zunächst noch erkennbare Mittelportal und die Stümpfe des nördlichen Säulenpaars wurden beseitigt, um Schäden durch herabstürzende Ruinenteile zu vermeiden. Nur Reste der beiden südlichen Säulen blieben erhalten, dahinter das Treppenhaus, das auch die südlich benachbarte Baladiyya erschließt. In der zweiten Hälfte des 20. Jahrhunderts belegten öffentliche Dienststellen der 1951 vereinigten Städte Tel Aviv und Jaffa die Baladiyya. Im Jahre 1998 räumte die Stadt die Baladiyya.

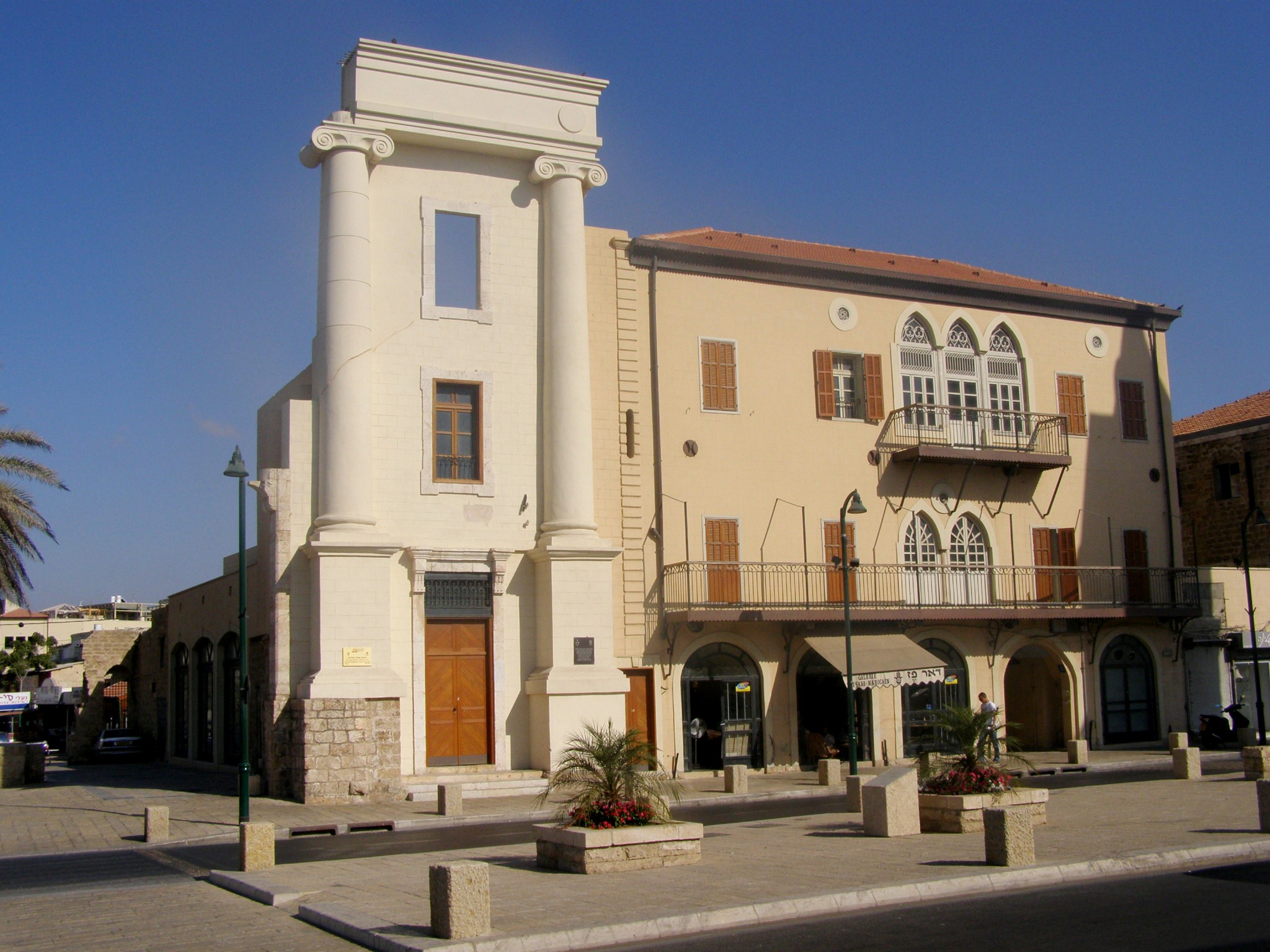
Südliches Säulenpaar und Baladiyya, 2007

Stadt und Tourismusministerium erneuerten seinerzeit das Zentrum von Jaffa baulich, gärtnerisch und durch mehr Angebote touristischen Interesses. Die Stadt beauftragte Eyal Ziv (אֱיָל זִיו Ejal Sīw), Leiter der Denkmalbehörde, mit der Restaurierung, in deren Zuge er bis 2004 zunächst die Stümpfe des südlichen Säulenpaars in voller Länge wiederherstellte und durch Architrav verband. Nachdem entschieden war, dass die Türkische Botschaft die Baladiyya als Kulturzentrum nutzen würde, rekonstruierte er auch den fehlenden Rest der osmanischen Säulenfront für etwa vier Millionen NIS.

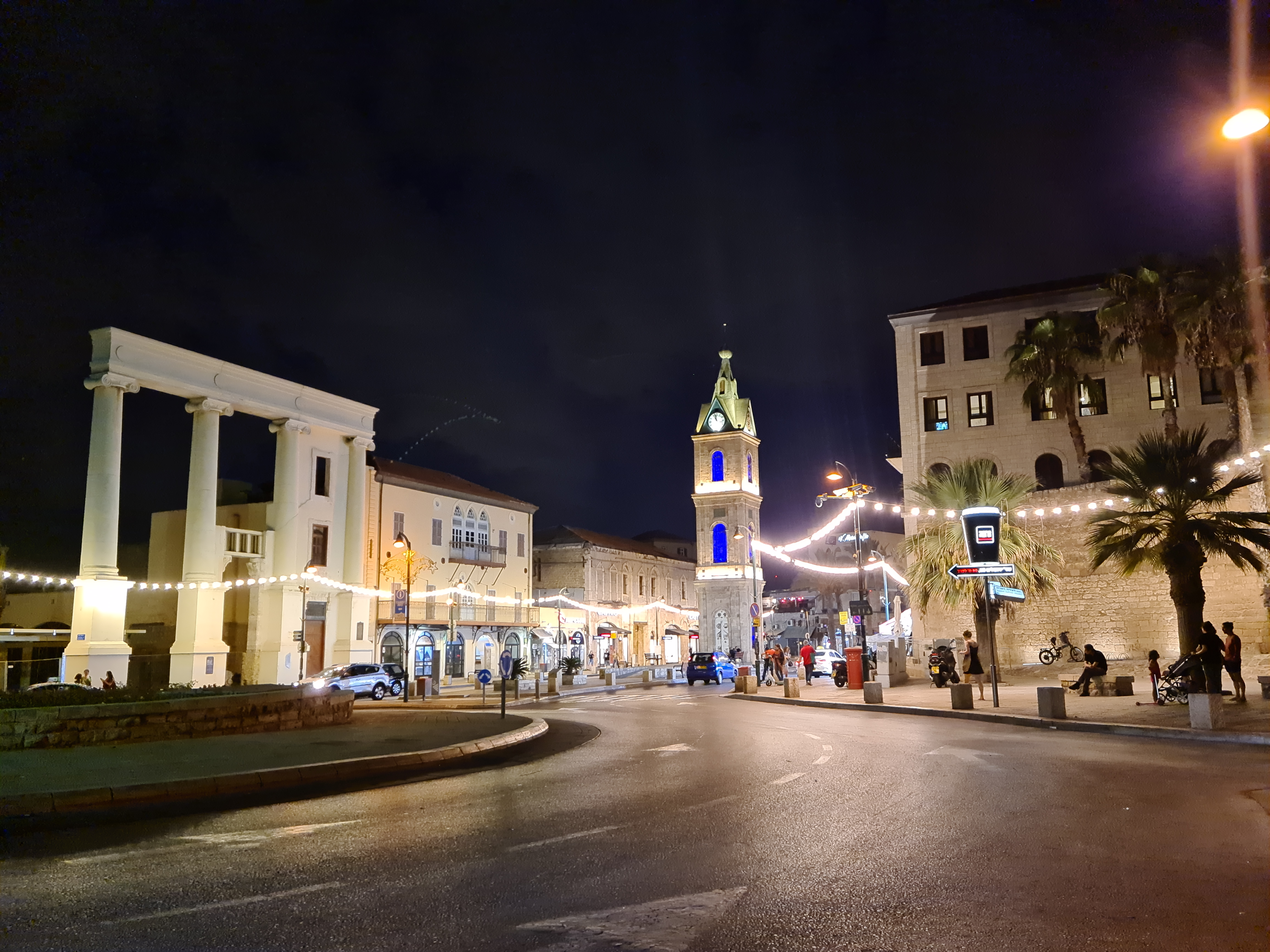
Neues Serail, Baladiyya, Uhrturm und Hotel Setay in nächtlicher Illumination, 2021

Am 28. April 2008 empfing der türkische Botschafter Namık Tan die Schlüssel für die restaurierte Baladiyya mit dem Treppenhaus des Neuen Serails, um sie als Zentrum für Verbreitung und Studium der türkischen Kultur zu nutzen. Die Stadt räumt der Türkei eine Erbpacht von 24 Jahren an der Baladiyya ein, mit möglicher Verlängerung. Tan bemerkte dazu: „Israel ist das erste Land auf ehemals osmanischem Territorium, dessen Regierung der türkischen Regierung als osmanischem Rechtsnachfolger, eine osmanische Baulichkeit zurückgegeben hat.“ Das Kulturzentrum wendet sich an alle Israelis, spricht aber auch besonders die 60'000 türkischstämmigen Israelis wie die etwa 60'000 israelisch-türkischen Doppelstaater an.

## Bibliographie
- André Draznin (אַנְדְּרֵה דְּרַזְנִין), “ההיסטוריה הכוזבת של הלוחית בבניין הסאראיה ביפו” (25. Juni 2019), auf: שיחה מקומית; abgerufen am 12. März 2024
- Joʾav Gelber (יוֹאָב גֶּלְבֶּר), קוממיות ונכבה: ישראל, הפלסטינים ומדינות ערב, 1948, Or Jehuda: דביר, 5764,[33] S. 137
- Jaʿaqov Jinnon (יַעֲקֹב יִנּוֹן), סביב כיכר השעון: לסייר ביפו עם יד בן-צבי (Svīv Kikkar haSchaʿōn), יד יצחק בן-צבי Jad Jizchaq Ben-Zvi (Hrsg.), Jerusalem: הוצאת יד יצחק בן-צבי, 2001, S. 180–181
- Even Or (Ordentlich; אֶבֶן אוֹר [אוֹרְדֶּנְטְלִיך]), Schimschon Feder (שִׁמְשׁוֹן פֵדֶר) und Zvi Schacham (צְבִי שָׁחָם), מדרכון יפו: מדריך לסיור עצמי, Tel Aviv: מוזיאון ארץ-ישראל, 1988 / 5748Greg./Jüd. Kal.[34]
- Andrew Petersen, A Gazetteer of Buildings in Muslim Palestine: 4 Tle., Council for British Research in the Levant (Hrsg.), Oxford: Oxford University Press, 2001, (=British Academy monographs in archaeology; Nr. 12), Teil 2: ‹D–J›, S. 174
- ʿOfer Regev (עֹפֶר רֶגֶב), טיול קטן בעיר גדולה: לטייל בתל אביב-יפו, HaMoʿatzah leSchimmur Mivnim weʾAtarei Hitjaschvut und HaChevrah leHagannat haṬeva (Hrsgg.), Tel Aviv: משרד הביטחון - ההוצאה לאור, 1999 / 5759,Greg./Jüd. Kal.[35] S. 43–44